# 追想のディスペア
「追想のディスペア」（ついそうのディスペア）は、いとうかなこの6枚目のシングル。2008年6月26日に5pb.Recordsから発売された。

## 解説
DS用ゲームソフト『ひぐらしのなく頃に絆 第一巻・祟』の主題歌に採用され、ソフトとの同時発売となった。

カップリング曲は同ソフトのイメージソング。限定盤には表題曲のミュージッククリップを収録したDVDが付属された。

## 批評
CDジャーナルは、「ダンス・ビートにオリエンタルなコーラスが絡む混沌サウンドをバックに、真摯でスピリチュアルなヴォーカルを聴かせている。」と評した。

## 収録曲
1. 追想のディスペア [4:26] 
作詞・作曲：志倉千代丸、編曲：磯江俊道
  - DS用ゲームソフト『ひぐらしのなく頃に絆 第一巻・祟』主題歌
2. 突風 [5:05] 
作詞：いとうかなこ、作曲・編曲：磯江俊道
  - DS用ゲームソフト『ひぐらしのなく頃に絆 第一巻・祟』イメージソング
3. 追想のディスペア （off vocal）
4. 突風 （off vocal）

## 収録アルバム
| 曲名             | 収録アルバム       | 発売日        | 備考              |
| ---------------- | ------------------ | ------------- | ----------------- |
| 追想のディスペア | 『ChaosAttractor』 | 2010年1月27日 | 2ndベストアルバム |
| 突風             | 『ChaosAttractor』 | 2010年1月27日 | 2ndベストアルバム |